# The Piano Guys
The Piano Guys is een Amerikaanse muziekgroep die bekend is geworden via YouTube, waar de groep video's uploadt van muziekmash-ups van bekende nummers. De groep bestaat uit pianist Jon Schmidt, cellist Steven Sharp Nelson, videographer Paul Anderson, en producer Al van der Beek.
Het kanaal van de groep is populair, met op 23 mei 2016 verschillende video's die meer dan 40 miljoen zijn bekeken en meer dan 4.5 miljoen abonnees (2019 meer dan 6.5 miljoen abonnees). Het tweede album van de groep, simpelweg The Piano Guys genoemd, bereikte in de Verenigde Staten de nummer 1-positie in zowel de Billboard New Age Albums en als de Billboard Classical Albums. In een van de meest bekeken video's, 'One Direction - What Makes You Beautiful' zijn alle vijf leden van The Piano Guys te zien terwijl ze op één piano spelen.
De leden van deze groep zijn allemaal lid van De Kerk van Jezus Christus van de Heiligen der Laatste Dagen.

## Ontstaan
De groep is ontstaan als socialmedia-strategie voor Anderson's pianowinkel, The Piano Guys, in St. George, Utah, Verenigde Staten. Schmidt en Nelson kenden elkaar al eerder door jaren samen op te treden en muziek op te nemen. Anderson kende Schmidt, een lokale bekende pianist die vaak in de winkel kwam om op de pianos te spelen wanneer hij in de stad was, en hij kende Nelson doordat hij bij hem in de straat was komen wonen. In 2009 zag Anderson een muziekvideo die Schmidt had geüpload op Youtube, "Love Story Meets Viva la Vida" - een muzikale mix van Taylor Swifts country poplied "Lover story" en Coldplay's nummer "Viva la Vida", waarin Schmidt optreedt met Nelson op cello. Deze video kreeg meer dan één miljoen hits. Anderson heeft toen de muzikanten gevraagd om meer van dit soort muziek te maken die hij professioneel zal filmen en uploaden op de Facebook- en Youtube-pagina van de winkel om zijn winkel te promoten. Nelson bracht zijn buurman, van der Beek, een songwriter en muziekarrangeur, mee in het team. Shaye Scott en Tel Stewart assisteerden met het produceren van de video.

## Discografie
- YouTube Hits Vol. 1 - december 2011
- The Piano Guys - oktober 2012
- The Piano Guys 2 - mei 2013
- A Family Christmas - oktober 2013
- Wonders - oktober 2014
- Uncharted - oktober 2016
- Christmas Together - oktober 2017
- Limitless - november 2018
- 10 - november 2020
- Lullaby - oktober 2021

- Bibliothèque nationale de France: cb16694714g (data)
- International Standard Name Identifier: 0000 0004 7096 2272
- Library of Congress Control Number: no2012087308
- MusicBrainz: 322d2e0e-7df2-4208-a46c-26cb6c60ba56
- Nationale Bibliotheek van Tsjechië: xx0169843
- Virtual International Authority File: 258930117